# Jeff Schroeder
Jeff Kim Schroeder (Los Ángeles, 4 de febrero de 1974) es un guitarrista estadounidense. Formó parte de la banda californiana The Lassie Foundation desde 1996 hasta 2006, cuando la banda se separó. El 22 de mayo de 2007 debutó y se presentó como guitarrista en el concierto de regreso de The Smashing Pumpkins en París. Su fichaje fue para sustituir a James Iha y cuando Iha volvió a la banda, ambos guitarristas permanecieron en la agrupación. Schroeder ha mantenido este puesto hasta la última gira del grupo en 2023 y Billy Corgan, líder de Smashing Pumpkins, ha anunciado que cuenta con él para futuros proyectos.

## Discografía
Con The Smashing Pumpkins
- 2012: Oceania
- 2014: Monuments to an Elegy
- 2018: Shiny and Oh So Bright, Vol. 1 / LP: No Past. No Future. No Sun.
- 2020: Cyr